# Lithiumtitanspinell
Der Lithiumtitanspinell, meist vereinfachend Lithiumtitanat genannt, ist ein Mischoxid von Lithium und Titan aus der Gruppe der Titanate. Er wird auch Lithiumtitanoxid kurz LTO genannt und hat die Zusammensetzung Li4Ti5O12 (Tetralithiumpentatitandodecaoxid). Der reine Stoff ist ein weißes Pulver; für die Anwendung in Batterien wird das Material mit Kohlenstoff beschichtet und/oder versetzt, weswegen im Handel erhältliche Gemische je nach Kohlenstoffgehalt grau bis schwarz sind.

## Struktur
Der Lithiumtitanspinell hat eine spezielle Spinellstruktur; die Kristalle gehören – wie alle Spinelle – zum kubischen Kristallsystem. Die Sauerstoffatome nehmen annähernd eine kubisch dichteste Kugelpackung ein. Die Lithiumatome besetzen nicht nur Tetraederlücken, sondern auch einen Teil der Oktaederlücken.

## Eigenschaften
Der Lithiumtitanspinell kann Lithium aufnehmen. Dabei bleibt die Spinellstruktur erhalten:
{\displaystyle \mathrm {\ Li_{4}Ti_{5}O_{12}+3\ Li^{+}+3\ e^{-}\longrightarrow \ Li_{7}Ti_{5}O_{12},\ \ +1.5\ V\ vs.\ Li/Li^{+}} }.
In vielen Übergangsmetalloxiden und -verbindungen, die Lithiumionen aufnehmen können, nimmt dabei das Volumen zu, beispielsweise ist Lithiumeisenphosphat LiFePO4 voluminöser als dieselbe Stoffmenge Eisen(III)-phosphat FePO4. Im Gegensatz dazu ändert sich das Volumen von LTO bei der Aufnahme von Lithiumionen praktisch nicht: Das aus dem Li4Ti5O12 entstehende Li7Ti5O12 nimmt fast dasselbe Volumen ein. Beide haben eine kubische Kristallstruktur mit sehr ähnlichem Gitterparameter und das Kristallvolumen ändert sich nur um 0,3 %.

## Verwendung
Der Lithiumtitanspinell wird als Lithiumspeichermaterial an der negativen Elektrode (das ist in Batterien die Anode) von Lithium-Ionen-Batterien verwendet, die dann auch Lithiumtitanat-Akkumulatoren heißen. Dabei wird die Eigenschaft von gesintertem Lithiumtitanat ausgenutzt, eine sehr große Oberfläche zu bilden. Damit können bei Lithiumtitanat-Akkumulatoren im Vergleich zu herkömmlichen Lithium-Ionen-Akkumulatoren höhere Ladeströme und damit kürzere Ladezeiten erreicht werden, dies ist unter anderem bei Elektroautos von Vorteil. Allerdings weist der Lithiumtitanat-Akkumulator eine deutlich geringere Energiedichte auf.

## Historisches
Die erste ausführliche Beschreibung des Lithiumtitanspinells, die auch den variablen Lithiumgehalt und die Kristallstruktur diskutierte, wurde 1971 veröffentlicht.
Schon in den 1990er Jahren wurde die Substanz in Japan kommerziell in Uhrenbatterien genutzt.